# Niphaea
Niphaea, biljni rod iz porodice gesnerijevki sa 3 vrsta trajnica rasprostranjenih u Srednjoj Americi.  Dio je podtribusa Gloxiniinae.

## Etimologija
Ime roda je na stalo od grčkog νιφος, niphos = snijeg; u aluziji na bijele cvjetove. 

## Opis roda
Niphaea vrste su malih biljaka vlažnih, sjenovitih mjesta u svom području južnog Meksika i Gvatemale. Listovi su često veliki i mogu biti ljubičasti s blagim uzorkom. Cvjetovi su relativno plitki i široki, obično bijeli. Niphaea je u nekim aspektima slična Phinaea i Amalophyllon, ali je njezino odvajanje od tih rodova podržano nedavnom genetskom analizom.. 
To su kopnene višegodišnje biljke s ljuskastim rizomima. Stabljika niska, uspravna, zeljasta, okrugla. Listovi nasuprotni, (pod)jednaki, izrazito peteljkaste, lamina jajasta do eliptična, nazubljena, glavne i bočne žile ponekad purpurne (nikad bijele ili srebrnaste), meko dlakave, bočne žile (2-)5-7 pari. Pazušne cime od 1 do nekoliko cvjetova s dugim stabljikama, ± sastoje se od terminalne žile. Čašični listovi tvore zvonastu čašku. Vjenčić rotirajući do subrotirajući, plitko zvonasti, bijel. Prašnika 4, priraslih uz bazu vjenčića; niti kratke (kraće ili jednako duge kao prašnici), ravne; prašnici žuti, slobodni, teke duguljaste, paralelne, vršno spojene, rastavljene uzdužnim prorezima. Nektarija nema. Jajnik polu-donji, vrh zakrivljen, stigma stomatomorfna. Plod je jajolika, suha, rostratna čahura, koja se lokulicidno odvaja, zalisci se samo malo otvaraju, s rubom krutih dlačica na unutarnjim rubovima zalistaka. Broj kromosoma: 2n = 22. 

## Vrste
1. Niphaea mexicana C.V.Morton
2. Niphaea oblonga Lindl., tipična
3. Niphaea pumila Boggan & L.E.Skog, otkrivena 2009.